# Theodor Frey (Politiker, 1842)
Kaspar Theodor Frey, auch Theodor Frey-Nägeli (* 19. November 1842 in Reppischmühle (heute Reppischhof) bei Dietikon; † 19. November 1912 in Zürich), heimatberechtigt in Aussersihl und seit 1857 in Zürich, war ein Schweizer Unternehmer und freisinniger Politiker.

## Leben

### Familie
Theodor Frey war der älteste Sohn des Mühlenbauers und Leimfabrikanten Johann Christoph Frey († 1883).
Seit 1872 war er mit Anna (geb. Nägeli) (* 3. November 1850 in Herisau; † 30. September 1936) aus Enge bei Zürich verheiratet; gemeinsam hatten sie zwei Kinder.
Als er starb, war er in Mythenquai 4 in Zürich wohnhaft.
Er vermachte dem 1873 gegründeten Verschönerungsverein Zürich 3.000 Schweizer Franken.

### Werdegang
Theodor Frey besuchte die Industrieabteilung der Kantonsschule Zürich, heute Kantonsschule Enge, und erhielt eine kaufmännische Lehre in Basel; er hielt sich anschliessend von 1866 bis 1868 in London und von 1868 bis 1870 in Aix-en-Provence auf.
Seit 1870 war er in der väterlichen Leimsiederei im Geschäftshaus Zur Werdmühle in Zürich tätig und übernahm diese 1884, bevor er sie 1900 auflöste.
Von 1905 bis 1912 war er Verwaltungsrat der Neuen Zürcher Zeitung.

### Politisches Wirken
Theodor Frey engagierte sich in der lokalen Politik und sass von 1880 bis 1909 als Vertreter der Liberalen im Grossen Stadtrat in Zürich. Er war von 1885 bis 1889 sowie von 1899 bis 1909 im Zürcher Kantonsrat. Vom 4. Dezember 1905 bis zum 3. Dezember 1911 war er im Nationalrat vertreten.
1883 war er Mitglied der Kommission des Grossen Stadtrats, die zur Vorprüfung der Polizeiverordnung gegründet worden war, der Straßenbahnkommission und 1885 wurde er Mitglied in der Gaskommission, sowie 1895 in der Kommission, die sich mit dem Umbau des Bahnhofs beschäftigte.
Er hatte einen grossen Anteil an der Verstadtlichung des Gaswerks, der Wasserversorgung und der Strassenbahnen.
Er war ein Gegner der Sozialdemokratie und gehörte zu den Gründern und Führern der freisinnigen Zürcher Stadtpartei (siehe FDP Kanton Zürich).
Anlässlich der Beisetzung von Theodor Frey hielt der Ständerat Paul Usteri-Escher, der unter ihm als Flöchneroffizier (Feuerwehrmann) gedient hatte, den Nachruf.